# 睡眠
睡眠（すいみん、羅: somnus、仏: sommeil、英: sleep）とは、眠ること、ねむり。

## 定義
「脳の意識レベルが低下して、視覚や聴覚などの感覚情報が脳に認識されなくなった状態」を指す。日本睡眠学会などでは、「対象を哺乳類に限定すれば、人間や動物の内部的な必要から発生する意識水準の一時的な低下現象、これに加えて、必ず覚醒可能なこと」と定義している。
植物状態や脳死を含め昏睡状態にある場合や、全身麻酔下である場合は容易に回復できないため、これを睡眠とはみなされない。

## 概要
ヒトは通常は昼間に活動し、夜間に睡眠をとる。動物では夜間に活動し、昼間に睡眠をとるものも多い（夜行性、薄明薄暮性）。
ヒトにとって睡眠は不可欠であり、睡眠欲は生理的欲求の一つで、体が眠りを必要とするときは眠気が現れる。睡眠不足は心身にとってストレスとなり、不眠症など睡眠に関する様々な問題は睡眠障害と総称される。ヒトは身体を横たえて眠る（寝る）ことが一般的で、そのための部屋を寝室、道具（布団や枕）を寝具と呼ぶ。
睡眠について研究している櫻井武は、「睡眠」とは、脳にある「覚醒」とは別のオペレーションモードで、さらにレム睡眠とノンレム睡眠に分かれ、脳はこの3つのモードを切り替えて使っている。睡眠は「メンテナンスモード」であり、脳とからだの覚醒に必要なメンテナンスモードで、睡眠時には睡眠特有の伝達物質が働き睡眠を稼働させていると説明する。ただ、ノンレム睡眠時に脳の老廃物を洗い流すグリンパティックシステムに関しては、実際に起きている現象論的には正しいが研究が進んでいない仮説であるとしている。
また、セントルイス・ワシントン大学で神経生物学を研究するポール・ショーは、「環境に反応する方法を進化させるまでは、初期の生物は『反応』しませんでした。私たちは睡眠を進化させたのではなく、覚醒を進化させたのだと思います」という推測を述べている。
ヒトの睡眠中は、急速眼球運動（REM＝レム）が生じ、ノンレム睡眠であるステージIからステージIVの4段階と、レム睡眠を、周期90 - 110分で反復する。睡眠は、心身の休息、身体の細胞レベルでの修復、また記憶の再構成などにも深く関わっているとされる。下垂体前葉は、睡眠中に2時間から3時間の間隔で成長ホルモンを分泌する。放出間隔は睡眠によって変化しないが、放出量は多くなる。したがって、子供の成長や創傷治癒、肌の新陳代謝は睡眠時に特に促進される。
睡眠時に脳波を観察していると徐波が現れる、すなわち、深いノンレム睡眠が起こるのは哺乳類の大部分と鳥類に限られ、爬虫類や両生類や魚類では睡眠時に徐波が現れないことが知られている。なお、哺乳類の中でもカモノハシやハリモグラなどの単孔類のような原始的な哺乳類の眠りは、それ以降の哺乳類の眠りとは異なっている。

## ヒトの睡眠

### 睡眠のタイプ

ヒプノグラム（Hypnogramm）の一例

ヒプノグラムの一例。フランス語で表記。赤い部分はSommeil paradoxal（逆説睡眠）。破線で「Micro-réveil」とあるのは短時間の覚醒のこと。

1953年にユージン・アセリンスキーとナサニエル・クレイトマンが睡眠中に急速眼球運動により脳が活発に滑動していることが発見された。急速眼球運動 (Rapid Eye Movement、REM) を伴う睡眠をレム睡眠 (Rapid eye movement sleep、REM sleep)、ステージI - IVのように急速眼球運動を伴わない睡眠をまとめてノンレム睡眠 (Non-rapid eye movement sleep、Non-REM sleep)と呼ぶ。ヒトの睡眠の約75％はノンレム睡眠で、残りの約25％がレム睡眠である。正常な睡眠では就寝後、10分から30分ほどの覚醒状態を経てノンレム睡眠のステージIに移行する。ノンレム睡眠が深くなり、数十分後には最初のレム睡眠が現れる。こうしたレム睡眠とノンレム睡眠のサイクル（睡眠単位）は一晩に5回ほど繰り返すとされている。
ステージI（N1）
覚醒時に目を閉じるとにはα波が見られるが、ノンレム睡眠に移行するとθ波も現れる。そして、α波が全体の50％以下に減少した状態を指す。
ステージII（N2）
脳波に睡眠紡錘波とK複合波が現れる。
ステージIII（N3）
低周波のδ波が増える（20% - 50%）。
ステージIV（N4）
δ波が50%以上を占める。
レム睡眠（REM）

- 急速眼球運動 (Rapid Eye Movement) の見られるレム睡眠の脳波は、比較的早いθ波が主体となる。この期間に覚醒した場合、夢の内容を覚えていることが多い。レム睡眠中の脳活動は覚醒時と似ており、エネルギー消費率も覚醒時とほぼ同等である。急速眼球運動だけが起こるのは、目筋以外を制御する運動ニューロンの働きが抑制されているためである。全睡眠の20-25%を占める。

成人はステージI - REMの間を睡眠中反復し、周期は90-110分程度である。
入眠やステージI - IVとレム睡眠間の移行を司る特別なニューロン群が存在する。入眠時には前脳基部（腹外側視索前野）に存在する入眠ニューロンが活性化する。レム睡眠移行時には脳幹に位置するコリン作動性のレム入眠ニューロンが活動する。覚醒状態では脳内の各ニューロンは独立して活動しているが、ステージI - IVでは隣接するニューロンが低周波で同期して活動する。

### 睡眠のTwo Process model
睡眠のホメオスタシスはTwo Process modelというもので説明される。そのComponentはProcess SとProcess Cで、前者は睡眠要求量を表し、後者は概日リズムを表す。睡眠要求量がある上の閾値に達すると眠くなり、寝ているうちにProcess Sは下がるがこれが下の閾値に達すると起きるというものである。2つの閾値をコントロールするのはProcess Cということが知られている。Cに関する研究は進んでいるが、何が睡眠要求量の実態になっているかは定説はない。最も安直に考えれば、SIS(sleep inducing substance)というものの濃度がその実態として挙げられ、探索がなされてきたが決定打はない。ただ、最近は物質の「量」というよりも「質」、つまりタンパク質の修飾状態などが活動により変化しそれがProcess Sなのではないかとうことが提唱されている。

## 睡眠の機能
疲労の回復
睡眠によって、疲労が回復する。
脳内はグリンパティック系(グリンパティックシステム、グリアリンパ系）と呼ばれる脳の老廃物を脳外へ排出する仕組みがある。これは睡眠中にグリア細胞が縮小し、その間に脳脊髄液が流れ込み老廃物を洗い流す仕組みとなっている。
記憶の定着
記憶の定着と索引付けは、睡眠中に行われる。学習した後に睡眠をとると、睡眠をとらない場合と比べて、テストの成績が向上する。
成長
寝る子は育つというように、深い眠りの最中に最も成長ホルモンが放出される。

なお、短期的には睡眠は栄養の摂取よりも重要である。マウスの実験では、完全に睡眠を遮断した場合、約1 - 2週間で死亡するが、これは食物を与えなかった場合よりも短い。シカゴ大学のレヒトシャッヘンらのグループがラットを用いて行った研究では、断眠2週間後に脱毛や潰瘍形成が見られ、運動性や体温の低下が見られた。摂食量が変わらないのにも関わらず、体重減少も認められた。これは体温や体重の恒常性維持機構に異常をきたしたからと推測されている。断眠3 - 4週間後には免疫機能の失調によりほとんどのラットが感染症で死亡した。ヒトの場合でも断眠を続けることで、思考能力の低下や妄想、幻覚が生じ、相当期間の強制で死に至ると言われている。

## 睡眠のとりかた

### 生涯における睡眠の変化
生涯を通じて、加齢に伴って睡眠時間は短くなる傾向にある。
新生児は授乳時を除いてほとんど眠って過ごす。睡眠・覚醒のリズムがはっきりするのは生後2 - 3か月くらいであり、発達するに従い全睡眠時間が短くなり、覚醒時間が長くなる。また、連続して眠ることができる時間も長くなり、1歳くらいになると夜から朝まで眠ることができるようになる。5歳くらいまでは昼寝を必要とすることが多いが、その後は昼間もずっと覚醒できるようになる。
小児はステージIVのノンレム睡眠が長く、睡眠の後半でもステージIVのノンレム睡眠が見られる。成人では睡眠が進むにつれて深い睡眠が見られなくなるため、睡眠の後半にステージIVのノンレム睡眠が見られることが少なくなり、特に60歳代以降になるとステージIVのノンレム睡眠はほとんど見られなくなる。

### 環境からの影響
人間が加齢とともに早寝早起きの就寝スタイルに移行するのは、概日リズムの位相の前進による影響という説がある。しかし、生物時計の研究では、生物時計を司る神経細胞は加齢とともに減少する傾向にあるものの、生物時計の概日周期は加齢による影響はほとんど見られないという。竹村尊生は人間の就眠慣習が前進する理由として、本来、睡眠の概日リズムと深部体温の概日リズムには一定の相関があるが、昼夜変化や時刻といったフリーラン・リズムに従う生活によって生理的相関が失われ、加齢によって位相が前進しやすい深部体温の概日リズムに従って就眠するようになる、と述べている。

### 睡眠と生体内物質
覚醒を維持する神経伝達物質には、ノルアドレナリン、セロトニン、ヒスタミン、アセチルコリン、オレキシンなどがあるが、睡眠中はこれらの神経伝達物質を産生する神経細胞が抑制されている。その抑制には腹背側視索前野に存在するGABA作動精神系が関与しているとされる。アセチルコリン作動性神経の一部はレム睡眠の生成にも関与している。
カルシウムイオンが細胞内に取り込まれることで脳が眠りにつくという研究結果もある。理化学研究所・東京大学の上田泰己らは、CaMKIIαとCaMKIIβが睡眠促進リン酸化酵素であることを初めて同定し、睡眠のリン酸化仮説を提唱した
2018年6月13日、筑波大学の柳沢正史教授らのチームの研究により、マウスの実験で脳内の80種類のタンパク質の働きが活性化することで眠気が誘発されることが発見されたと『ネイチャー』電子版に発表された。同チームは特定のタンパク質が睡眠を促すことで神経を休息させ、機能の回復につながるという見方を示し、睡眠障害の治療法開発につながる可能性を指摘した。

### 睡眠時間の長短
| 年齢                                     | 必要時間     |
| ---------------------------------------- | ------------ |
| 新生児 (0–3 ヶ月)                        | 14 - 17 時間 |
| 乳児 (4–11 ヶ月)                         | 12 - 15 時間 |
| 幼児 (1–2 歳)                            | 11 - 14 時間 |
| 就学前 (3–5 歳)                          | 10 - 13 時間 |
| 学童 (6–13 歳)                           | 9 - 11 時間  |
| 青年 (14–17 歳)                          | 8 - 10 時間  |
| 若年者 (18 - 25 歳)、中年者 (26 - 64 歳) | 7 - 9 時間   |
| 老人 (65 歳以上)                         | 7 - 8 時間   |

ヒトに必要な睡眠量には個体差があり、7 - 8時間の場合が多い。カリフォルニア大学サンディエゴ校のDaniel Kripkeらの『Sleep medicine』掲載論文や名古屋大学医学部大学院玉腰暁子の研究によれば、1日の睡眠時間が7時間の人は他の人たちに比べて死亡リスクが低い。ただし、睡眠時間が短い人や長い人が睡眠時間を7時間にすれば死亡しにくくなるのかどうかはわかっていない。それでも、7時間以上の睡眠をとることは高血圧などを防ぐのに役立つので、米国のハーバード大学医学部は7時間以上の睡眠を推奨している。平均睡眠時間が7時間未満の人は、8時間以上寝ている人に比べて3倍以上ウイルスに感染しやすいと言われている。各個人が必要とする時間の眠りをとれない睡眠不足は、多くの問題を引き起こす。
児童は成長のため、成人より多くの睡眠時間を必要とする。新生児は一日18時間以上必要だが、成長に従って減少していく。2015年初頭に、全米睡眠財団（National Sleep Foundation）は2年間の研究成果を以下に公表した。
成人に関しては米国ハーバード大学によると、1日7時間未満または9時間以上眠ると、認知機能低下のリスクが高まる。毎晩9時間以上眠る人は、脳卒中のリスクが23％より高く、昼寝を90分以上行う人は、脳卒中のリスクが25％より高いが、長い睡眠は脳卒中と認知機能低下に相関しているが、両者に因果関係があるのか、つまり睡眠が原因なのかどうかはまだ不明である（因果関係があるのではなく、睡眠は原因ではなく、共通の原因により9時間以上と脳卒中の睡眠の両方が結果として起きている可能性がある、9時間以上の睡眠をとっても脳卒中のリスクは全然高まらない可能性もある）ため、9時間未満の睡眠を推奨するのは時期尚早である。スポーツマンは毎日10時間の睡眠をとると運動能力を改善し、平均スプリント時間を改善し、日中の疲労感とスタミナを改善し、幸福の全体的な評価を改善するなど、多くの利点が見つかった。

### 睡眠をとる時間帯と回数
早寝早起きと規則正しい睡眠習慣が、とりわけ認知機能を維持するために重要であることは、学術的な体系的見解によって確立されている。
1900年頃まで人々の一般的な睡眠サイクルは、日没後に4-5時間の睡眠をとり日中に2度目の睡眠をとる形であったが、20世紀になって作為的に行われるようになった制度である八時間労働制の悪影響で不眠症が起きていると指摘する研究がある。
近世以前のヨーロッパにおいては、夜早くに就寝した後に朝まで眠り続けるのでなく、夜中に起きて仕事や他者との会話をする分割睡眠が珍しくなかったことは、多くの記録から裏付けられている。産業革命後、機械の稼働に合わせて昼間は8時間程度働き続け、夜はまとめて眠ることが効率的という考え方や労働・生活スタイルが広まった。だが、いわゆる「朝型」「夜型」など睡眠に関する個人差は遺伝子の影響が大きいという研究結果も出てきており、欧米では仕事をする時間帯で個人の希望を尊重する企業も増えている。

### 睡眠不足

睡眠不足の健康への影響

睡眠が不足すると、生命にとって大切な免疫力、自然治癒力などに悪影響があり、成長ホルモンの分泌にも変調を来たす。乳幼児・幼児・青少年では身体の成長に悪影響があり、身長が伸びにくくなる。睡眠不足によって胃や腸の調子が悪くなる人も多い。顔はむくみ、顔色や皮膚の状態は目に見えて悪くなる。また、睡眠不足は肥満を招きがちである。精神的には、気分に悪影響があり、鬱（あるいは躁状態や鬱状態の不安定な変化）、不機嫌、人間関係の悪化を招く。また、脳の基本機能である記憶力、集中力などに悪影響があり、結果として学生では学業（勉強、学力）の効果に、成人では仕事の質に深刻な影響を及ぼす。後者では、仕事のミスが増え、肉体労働者においては深刻な傷害を負ったり、死亡事故に遭う確率（労働災害発生率）を増加させてしまうことが各種労働統計によって明らかにされている。
- 睡眠時間が短い人は、血中の食欲を抑えるレプチンが少なく食欲を増進させるグレリンが多い。その結果、睡眠時間が短くなるほど食欲が亢進しやすく肥満になるリスクが高くなる[56]。
- 慢性的な寝不足状態にある人は高血圧、糖尿病、脂質異常症、心筋梗塞、狭心症などの冠動脈疾患や脳血管障害といった生活習慣病に罹りやすい[57]。また、免疫力を低下させ、インフルエンザなどの感染症や癌の誘因や増悪因子になる[58]。
- 脳は睡眠中に、昼間体感・学習した情報から余分な情報を省いて効率よく整理し、長期的な感覚や記憶として処理する機能があることから、睡眠不足は子どもの身体能力や学業成績に多大な影響を及ぼす。学びの内容を処理するための睡眠量が削られていくことは、学習量が増加傾向にある子どもたちにとって深刻である[59]。
- 夜更かしした翌日に長時間睡眠をとって寝不足を解消することは可能だが、前日に長時間睡眠することで翌日に夜更かしするなどといった「寝貯め」はできないとされている。また、前者のような「まとめ寝」も、寝不足は解消できるが、睡眠の質が下がったり、心身のバランスやリズムを崩したりするため好ましくないとされる。

### 熟睡
深い眠りに入っている状態を「熟睡」という。その状態は「ぐっすりと〜」と表現される。医学的にはノンレム睡眠のステージIII・IVの徐波睡眠を指し「深睡眠」とも呼ばれる。脳機能の回復と記憶の再構成にはこの状態となることが重要とされている。
若い成人の場合、男性に比べて女性の方がステージIII・IVの徐波睡眠の量が有意に多いが、レム睡眠の量は総睡眠時間の30パーセントと男女とも差は無い。中高年になると男女ともに熟睡量は減少し、特に男性は睡眠中の覚醒反応が増え、ステージIV徐波睡眠はほぼゼロとなる。20歳代を除けば総睡眠時間は男性の方が長い傾向があり、高齢になると男性の方が昼寝をする人の割合が高いことから、男性に比べて女性の方が効率良く質の高い睡眠が取れていると言える。睡眠時間には個人差があるため、医学界では最低7時間の睡眠を推奨しているが、9時間必要な人もおり、睡眠時間よりも熟睡するための睡眠の質が重要であることを認めている。

### 熟睡するためには
- 睡眠サイクル（体内時計）を固定（特に起床時刻を一定に）する。

体内のメラトニンの増減サイクルと量の管理
- 毎日起きる時刻に太陽光を浴びる。強烈な日光を浴びてからおよそ14時間後に次第に眠くなる仕組みが体内にある、ということが近年の研究で明らかにされてきている[63]。
  - メラトニンを脳の松果体で生成するために、起床中に2500ルクス以上の光を浴びる[64]。
- 日光を浴びた後1時間以内に朝食をとる。朝食で適切なものを食べると（後述）、体内で14時間-16時間かけてメラトニンが生成される[65]。
- 朝の食事で炭水化物とたんぱく質（トリプトファン）をしっかり摂取し、トリプトファンからセロトニンおよびメラトニンの合成と分泌が行われるように図る。ビタミンB6を含む食品が望ましい（B6は肉類、卵、穀類などに含まれている）。なお、食べ物を食べただけでメラトニンが分泌されるわけではなく、上で説明した光というトリガーも必要である。
  - 採りやすい食品の例を挙げると、鶏卵、砂糖[66]、ジャムやバナナがある。たとえば朝食に目玉焼きおよびジャムをたっぷり塗った食パンを食べるだけでメラトニン生成に十分な材料となる。納豆ごはんでもよい。朝食の時間が無い人はバナナでも良く、バナナ1本の半分でも足りる。バナナはトリプトファン、炭水化物、ビタミンB6がバランスよく含まれておりセロトニン生成に好適で、通勤・通学の途中に歩きながら20-30秒で食べることもできる。
- 就床する2時間ほど前から照明を暗めにしメラトニンの分泌を促す。明るいものを見ない。スマートフォンやノートパソコンの画面を見ない。30分前にはかなり暗くする。
- 寝室は完全に暗くする[67]。フットライトなどの小さな明かりもあなどらず、全ての明かりを消して完全に真っ暗にする。

体温のコントロール
- 寝る数時間前に運動や入浴をして一旦、深部体温をかなり上げると、その後に積極的に放熱が行われ体温が下がり、一旦体温が上がってから急降下すると身体は睡眠開始モードになる。
- 入眠時の寝室は暖かく、布団も快適に、静かにし、入眠ニューロンの活動を亢進させ、リラックスして副交感神経優位の状態のまま寝入る。

### 短眠について
- 稀にではあるが、遺伝的に睡眠時間が短い人間（ショートスリーパー）は存在する。
- 眠い時に眠り、結果「短眠」を1日に数度取る人もいるが、古代人がそうであったとの主張もある。
- 「まったく睡眠を取らずに健康に生活している」と主張する者がいるのは事実である[68][69]。一例を挙げると、米国ニュージャージー州で暮らしていたアル・ハーピン（1862? - 1947）という人物は「生涯で一度も眠ったことのない男」として『ニューヨークタイムズ』が少なくとも2度にわたって記事で紹介しており[70][71]、比較的よく知られている。

### 文化差、地域差
| 国               | 時間      | 国           | 時間      |
| ---------------- | --------- | ------------ | --------- |
| 日本             | 7時間50分 | ノルウェー   | 8時間03分 |
| スウェーデン     | 8時間06分 | ドイツ       | 8時間12分 |
| イタリア         | 8時間18分 | メキシコ     | 8時間21分 |
| OECD18カ国       | 8時間22分 | イギリス     | 8時間23分 |
| ベルギー         | 8時間25分 | フィンランド | 8時間27分 |
| ポーランド       | 8時間28分 | カナダ       | 8時間29分 |
| オーストラリア   | 8時間32分 | トルコ       | 8時間32分 |
| ニュージーランド | 8時間33分 | スペイン     | 8時間34分 |
| アメリカ合衆国   | 8時間38分 | フランス     | 8時間50分 |

#### 世界
スペインを初めとする地中海地方などに於いては昼食の後に睡眠を含む一休みをする「午睡（シエスタ）」の風習があり、健康増進の効果があるといわれる。
2000年代に入って米国などでも、Lifehack（ハッカー文化の一端にある仕事術）の延長で、短時間の昼寝が注目されている。昼寝をすることで、頭脳の働きが良好になるとされており、頭脳労働に従事する人々（いわゆるホワイトカラー）の間では重視されている。その一方で、労働時間の増加により地中海地方の国々においてもシエスタを行わない企業が増加しつつある。

#### 日本
電車やバスで通勤・通学をする者も多く、またこれらの交通機関においての治安も非常に良いため、その中で睡眠する者もいる。経済平和研究所によると、2021年の日本の安全保障は世界一になるとのことである。
肉体労働の多い職種（いわゆるブルーカラー）では、昼休み時間の昼食の後、午後の作業再開までの間、15分 - 30分程度の短い睡眠をとる場合がある。短時間ではあるが、午前中に溜まった疲労から回復させ、注意力も回復する、という重要な役割がある。昼寝をとるのととらないのでは、午後の事故発生率が変わる。眠気を催すことが生命の危険に直結する肉体労働の現場において、事故防止の責任を負う現場監督などは、作業員の仮眠を奨励していることが多く、仮眠中の者をできるだけ起こさないようにしたり、睡眠できる環境を確保するため協力することが一般的である。
座ったままで眠ることは「居眠り」と呼ばれ、授業中、仕事中、運転中など、眠ってはいけない場所・場面で無意識のうちに居眠りをしてしまう例がある。特に授業中や仕事中の居眠りはやる気がないものとみなされる場合があり、前者の場合内申点に影響したり、後者の場合は解雇の対象ともなりうる。
運転中に眠るという行為は「居眠り運転」となり事故に繋がる。長距離輸送を行っているバスやトラックの運転手はいかにして眠らないように、眠気が出ないように運転をするか、さまざまな工夫をしなければならない。とりわけ高速道路などの運転は単調になりがちで居眠り運転が起きやすい。法律で連続的に運転できる時間に制限が定められており、長距離輸送では2名交代制にしていることも多い。運転席の後部に小さな睡眠用のベッドがしつらえてあって、身体を伸ばして、遮光カーテンで光をさえぎり睡眠がとりやすくなっている構造になっているトラックも多い。バスの運転手もトラック同様に様々な規制があり、2名が1チームを組み、片方のドライバーが運転している間、もう片方のドライバーはバスの下にある睡眠用のスペースで睡眠をとれるようになっていることが多い。近年では、ドライバーが過酷な労働体制下で無理なローテーションで長時間の運転を連続的に行うことで居眠り運転をしてしまったり、睡眠障害のドライバーが深刻な事故を起こしたことが社会問題となった。
風呂に入浴中の居眠りは溺死の危険性がある。
2001年2月に発表されたNHKの調査によると、「日本人の平均睡眠時間は平日で7時間26分、土曜日で7時間41分、日曜日で8時間13分」であった。2014年の調査では平均睡眠5時間44分と、世界最悪の水準まで短くなっている。
無意識や文化的背景に影響される就寝行動を就寝形態という観点で文化人類学、教育社会学的に比較検証する研究もある。
加齢するに従い、「早寝早起きの習慣」が身につくと一般に考えられている。しかし、本当に習慣的なものなのか、高齢者に多く見られる「睡眠相前進症候群」の症状であるのかは、容易には判断できない。

### 昼寝
日本でも昼寝の効用について研究が行われている。昼寝を行うことにより、事故の予防・仕事の効率向上・自己評価向上などが期待されるため、職場・学校などで昼寝が最近奨励されるようになった。また、昼寝により脳が活発になるため、独創的なアイデアが浮かびやすい環境になるという。
ハーバード大学医学部では、昼寝が記憶の定着、創造力、注意力の上昇に凄まじく有効であるのは事実だと報告した。
ハーバード大学では、昼寝の高い効用を認めつつ、昼寝のとり方にも良し悪しがあるとし、短時間の昼寝は効能が非常に高いが、昼間にあまりに長時間の昼寝をとる成人は、もしかすると慢性的な、夜間の睡眠不足を示している可能性があり、夜間の睡眠不足によって糖尿病、心臓病、うつ病などの症状を起こす可能性が高いかも知れない。場合によっては、長時間の昼寝は夜間の睡眠不足を発生させるという悪循環を引き起こしている可能性もある。夜の睡眠不足を補うために日中に眠ったので夜に眠りにつくのに苦労してしまう、という悪循環も起きるため、夜間の睡眠全体を改善するために昼寝を制限することも1つの戦略としてありうる。夜に少なくとも7時間以上の睡眠をとっていて日中もまだ疲れている場合は、上記のようなことが起きている可能性もあるので、医師に相談するのも方法である。

#### 昼寝におけるその他の研究報告
- 30分以下の昼寝を習慣的にとる人は、それ以外の人に比べてアルツハイマー病にかかるリスクが低下するという報告がある[79]。
- 高齢者は昼寝後と前では最大血圧で平均8.6mmHg、最小血圧で平均15.6mmHgも血圧が降下したという報告もあり、生活習慣病予防も期待される[80]。
- 40分以上の昼寝は、メタボリックシンドロームのリスクを増加させる[81]。

#### 昼寝の方法
- 目安としては午後1 - 3時頃が良いとされる（遅くとると、夜、眠れなくなることがあるため）。
- 15 - 30分程度が良いとされる。1時間とると、逆に疲労につながることがある（30分以上睡眠をとると、多くの人が深睡眠に入り寝起きが悪くなるため）。
- 質の高い昼寝のために、気が散らない静かで居心地の良い場所を必ず見つけること[76]。

### その他
家族などでどのように寝るかについて
就寝形態、co-sleeping、添い寝

## 睡眠関連の症状
睡眠時随伴症
睡眠時にあらわれる様々な症状を総称して睡眠時随伴症という。
例として、いびき、歯ぎしり（ブラキシズム）、夜尿症、睡眠時遊行症、夜驚症、錯乱性覚醒、寝言、睡眠関連うなり声(カタスレニア)、レム睡眠行動障害などである。
起床後
起床後には、睡眠慣性(ねぼけ) と呼ばれる脳が活性化していない眠気を伴った状態になる場合がある。
夢
夢、悪夢。
睡眠時の身体反応など
いびき、よだれ、寝言、寝癖、寝相（寝返り）、夜間陰茎勃起現象

## 睡眠の学術的・技術的研究
睡眠はヒトの心身の健康や生活の質にとって重要なため、医学や脳科学の研究テーマとなっており、日本睡眠学会も設けられている。
個々人が自宅で脳波など睡眠中の状態を計測できる小型機器、それらで得られたビッグデータを分析できる人工知能（AI）など睡眠に関する技術（スリープテック）が急速に進歩しており、従業員の睡眠の質調査や改善支援をビジネスにする企業も登場している。

### 生理学
脳の覚醒は脳内のヒスタミンにより齎されており、脳内のヒスタミンを妨害することで脳は睡眠へと導かれる。脳内のヒスタミンを妨害する物質には、ATP代謝物のアデノシンがある。抗ヒスタミン剤の成分の一部にも脳内のヒスタミンの妨害を行い、眠気を誘発するものがある。また、プロスタグランジンD2は、脳内のアデノシン量を増やし、眠気を誘発する。
睡眠誘発物質のアデノシンは、アデノシンデアミナーゼにより代謝されることでイノシンとなるが、脳脊髄中のイノシンの量は不眠バイオマーカーの一つとされる。またアデノシンは、アデノシンキナーゼによりアデノシン三リン酸 (ATP)からリン酸を一つ貰い受け、アデニル酸 (アデノシン一リン酸)へと戻るが、ATPの生成を補助する物質コエンザイムQ10の摂取は俗に悪夢を増やすと言われている。
また、ショートスリーパーはDEC2遺伝子の変異が関係するとされるが、DEC2遺伝子はATP消費による脂質形成 (同化)を抑制するとされる。DEC2は、低酸素状態でも発現するとされる。
ビタミンB群も睡眠に影響を与えるとされる。豪アデレード大学の実験によれば、ビタミンB6の摂取は夢の覚えている量を増やす一方、ビタミンB6を含むビタミンB複合体の摂取は夢の覚えている量を増やさない上に睡眠の質を下げる効果があるという結果が出ている。
その他、脳内のシナプス蛋白質のリン酸化の進行が眠気に関係するという説が存在する。
日中の眠気は、アルツハイマー病のリスクが高いことを示している可能性がある。

#### 睡眠不足時のマーカー
- オレイン酸アミド が脳脊髄液中に増加。この物質は、東京大学大学院とキリンビール、小岩井乳業の共同研究によれば、認知症の原因となるアミロイドβの沈着を防止するとされる[92]。
- ジアシルグリセロール 36:3 が血清中で減少[93]。
- シュウ酸 - 米国ペンシルベニア大学の研究によれば、睡眠不足になると減少するとされる。

また、ペンシルベニア大学の研究によれば、睡眠不足になると脂質代謝の変化も起こるとされる。

#### 睡眠障害のマーカー
- イノシン - 脳脊髄液中で高値[85]。

### 睡眠改善
- 寝る前に呼吸を重視したヨガをする。これにより、ストレスが軽減され、健康増進につながる[94]。
- 部屋を涼しく、暗く、静かにすること[95]。
- 1日1万歩などの定期的な運動は、ヨガよりも睡眠改善に効果的である[95][96]。
- 一日の終わりにアルコールやカフェインを避けること[95]。
- 就寝時刻の少なくとも1時間前にテレビや電話などの画面からの青い光を見ないこと[95]。
- 毎日同じ時間に寝起きしたり[95]、いつもより1時間早く寝起きすることで、うつ病を予防することができる[97]。
- メラトニン、ビタミンD、セロトニンが豊富な食事は睡眠の改善に役立つ可能性がある[98]。
- 寝る2時間半ほど前にマグネシウム[99]メラトニン2mg程度を摂取すると、睡眠が改善される[100]。

不眠症と睡眠薬
睡眠薬は眠剤、睡眠導入剤、催眠薬とも呼ばれる。不眠症などの改善に使用される。
睡眠時無呼吸症候群
睡眠時無呼吸症候群により、睡眠の質が低下する。呼吸を維持するため持続気道陽圧(CPAP)などを使用する。

### 睡眠誘導
食事
ホットミルクに効果があるとされる。牛乳に含まれるカゼイン・トリプシン加水分解物（CTH）が睡眠の質に効果があるとされる。夜にとれた牛乳に「トリプトファン」と「メラトニン」という睡眠の質を上げる物質が多く含まれる。
そのほか、キウイのセロトニン、さくらんぼのトリプトファンやメラトニンがよいという研究もされている。
欲求
食後の眠気や性欲が満たされると眠気につながる場合がある。
テクニック
- 羊を数えるのは、SleepとSheepをかけただけのダジャレであり、脳が覚醒して逆効果である[106][107]。
- むりに眠ろうと意識すると眠りに入るのが遅くなる[108]。
- 脈絡のないイメージを連想していくシャッフル睡眠法[109][110]、米軍では呼吸や脱力を意識するなどによって入眠を促す方法がとられている[111]。

### 睡眠と学習
多くの研究は、睡眠が新しい課題を学ぶ前と後の両方で、記憶において重要な役割を果たすことを示唆している。眠っている間、脳は驚くほど忙しくなっている。睡眠中は記憶を強化したり、起きている間に学んだスキルを「練習」したりすることができる。新しいことを学ぶ際は、睡眠後の方がより良いパフォーマンスを発揮することができる。

### 睡眠とダイエット
睡眠時間を確保しないと肥満になってしまう可能性が高くなる。睡眠不足になると食欲を高めるホルモン（グレリン）の分泌が増して、体が必要としている以上に食べてしまう。睡眠不足は食欲を抑えるホルモン（レプチン）の分泌量が減るので、太りやすい体質になる恐れがある。睡眠中には、体重管理に欠かせない成長ホルモンが活発に分泌される。脂肪を効率良くエネルギーに変える力を持つ成長ホルモンの分泌を妨げないためにも、睡眠時間を確保することは大切。

### 睡眠と栄養
睡眠の質が特定の栄養素と食物摂取に関連していることは過去の研究で示唆されている。男性では、総食物繊維、ビタミンC、亜鉛などの不十分な摂取が不眠症の有病率と関連。トリプトファン、L-テアニン、清酒酵母、グリシン、L-セリンは、睡眠の質の向上が見込める栄養素として紹介されている。

## 睡眠関連の物品
畳、紙衾、莚敷、布団、ベッド、敷衾、キャノピーベッド
- 寝袋、シェーズ・ロング（寝椅子)、ハンモック

上掛け
日本の近代以前では、昼に着用していた上着を使用する例もあった。
衾、毛布
服
パジャマ、寝巻(ナイトウェア、着る毛布、掻巻)
関連物
スリープマスク、耳栓、マウスピース(スリープスプリント)
起床
- 目覚まし時計
- 定刻起床装置 - JRなどで使用される定められた時間に起床させる装置[118]。

## 文化

### 信仰
古代中国で、死屍を枕に眠る巫医の夢の中で死に至った原因の啓示を仰いでいた。古代エジプトでは、眠りの寺院と呼ばれる医神イムホテプの神殿があり、病気の治療、催眠や夢占いなどの儀式を行なった。これらの寺院は中東・古代ギリシアにも存在した。イムホテプと同一視された医神アスクレーピオスの神殿アスクレペイオンなどにおいては仮眠室が作られ、病気の転帰を願い神官が積極的に仮眠をとっていた。この儀式はインキュベーション (儀式)と呼ばれている。

### 文学
眠ったら、何年もたってしまったという作品は『リップ・ヴァン・ウィンクル』『エピメニデス』『7人の眠り男』『眠れる森の美女』など数多い。
ちなみに、『三年寝太郎』は寝ていたのではなく、思索にふけっていたので上記のパターンとは異なる。
眠りと死を絡める神話や文学が多く見られる。
ギリシア神話の眠りの神ヒュプノスは死の神タナトスの兄弟である。そのほかにエンデュミオーンの話がある。
ローマ神話のソムヌス(en:Somnus)は、詩人ウェルギリウスの話では死の神モルスの兄弟である。

### 睡眠にまつわる表現
しばしば死は睡眠に例えられる。死を睡眠になぞらえた例には次のようなものがある。これは、亡くなった状態を遺族や悲しむ人々や死者本人に気を使う意味で使われる。
- 永眠
- the eternal sleep

また「寝る」「眠る」という語を含むことわざとして次のようなものがある。主に「辛抱強い」や「気長」「寝ているように大人しい」状態を意味する。
- 果報は寝て待て
- 寝る間も惜しんで
- 寝る子は育つ（科学的・医学的に正しいが、ことわざとして語句通りの意味で用いた場合は誤用[注釈 1]）
- 寝ても覚めても
- 寝た子を起こす
- 草木も眠る丑三つ時
- 猫鼠同眠
- 寝食を忘れる
- 寝るより楽は無かりけり 浮世の馬鹿が起きて働く

## 動物の睡眠
東京大学の金谷啓之らの研究グループは、脳が無い動物ヒドラにも睡眠が存在し、その制御が脳を持つ動物と共通することを示した。脳の獲得以前の進化で睡眠することを獲得したのではないかと提唱している。
睡眠がどのように進化してきたか、科学的な研究は進んでいない。哺乳動物と鳥の睡眠にはレム睡眠、ノンレム睡眠が見られ、この睡眠を真睡眠と呼ぶ。爬虫類、両生類、魚類では脳波上に徐波睡眠が見られず、これを原始睡眠と呼ぶ。原始的哺乳類の性質を残している単孔目の眠りはレム睡眠の起源が見られ中間睡眠と呼ばれる。
哺乳類では、食事、脳の大きさ、群れの中での役割、ボディマス指数などが総睡眠時間に影響する。例えば小型の齧歯類では15時間 - 18時間、ネコでは12 - 13時間、イヌでは10時間、ゾウでは3 - 4時間、キリンではわずか20分 - 1時間である。これは大型動物ほど代謝率が低く、脳細胞の傷害を修復する必要が少なくなるためとも考えられている。
また小型の動物は他の動物に捕食者として狙われやすいので、無防備になる睡眠時間は短い傾向がある。体躯が同程度であれば、草食動物は睡眠時間は短く、肉食動物は長い傾向にある。草食動物は摂取する食料に不自由しない反面、食料は低カロリーであり、繊維質も多く、長時間食べて消化する事を余儀なくされるので、睡眠時間は短い。一方で肉食動物は、食物を得る機会は乏しく、一方で食物は高カロリーであるため、一度食物を得た後はしばらく食物を摂る必要が無い。そのため何もしない時間が多く、その間は睡眠によって消費カロリーを抑えていると考えられる。
ただし草食動物であってもナマケモノやコアラのように毒を含む葉を主食にしている場合は、毒素の分解のために睡眠時間が長くなる傾向がある
全ての陸生哺乳類にレム睡眠が見られるものの、レム睡眠時間の種差は体の大きさとは無関係である。例えば、カモノハシは9時間の睡眠時間のうち、レム睡眠が8時間を占める。イルカはレム睡眠をほとんど必要としない。
脊椎動物以外の動物、例えば節足動物にも睡眠に類似した状態がある。神経伝達物質の時間変化を観察すると、レム睡眠と似た状態になっている。これら昆虫も睡眠不足となると作業が雑になり、ミスが見られるようになる。殺虫剤のネオニコチノイドなどの薬物は、有益な蜂などの昆虫の睡眠や時間感覚を妨害する。
ヒトと異なり、生物の中には、長い期間覚醒しない種もある。これは冬眠と呼ばれる。冬眠する生物の例として、クマ、リス、カエルなどが挙げられる。
睡眠の際の姿勢も生物によって異なる。魚類は単に水中を漂う形で睡眠状態に入る。フラミンゴは片足で立ったまま眠るとされる。またイルカや一部の鳥などは数秒程度の半球睡眠（大脳半球ずつ交互に眠ること）を繰り返して取るため、眠りながら泳ぎ続けることが可能である。半球睡眠は人間では脳障害などの病気や薬の重篤な副作用以外では脳の構造上、不可能と言われている。
ネコは丸くなって寝ているという印象が多いが、これは身を守ろうとしているか寒い時の状態で、攻撃を受けないと確信したリラックス状態の飼い猫は、体の熱を逃がすために仰向けで寝ることもある。この例はネコに限った事例ではなく、イヌなど体毛が多く気候や気温が安定しない場所で生活する動物は行う。
| 種                  | 睡眠時間 | REM睡眠の割合 | 瞼                 |
| ------------------- | -------- | ------------- | ------------------ |
| Little pocket mouse | 20,1     | 16 %          | 両方とも閉じられる |
| ココウモリ          | 19,9     | 10 %          | 両方とも閉じられる |
| ミナミオポッサム    | 19,4     | 10 %          | 両方とも閉じられる |
| ヨザル              | 17,0     | 11 %          | 両方とも閉じられる |
| 猫                  | 13,2     | 26 %          | 両方とも閉じられる |
| 鳩                  | 11,9     | 8 %           | 時折片目が開かれる |
| ニワトリ            | 11,8     | 10 %          | 時折片目が開かれる |
| チンパンジー        | 10,8     | 15 %          | 両方とも閉じられる |
| イヌ                | 10,7     | 29 %          | 両方とも閉じられる |
| コウテイペンギン    | 10,5     | 13 %          | 時折片目が開かれる |
| ショウジョウバエ    | 10,0     | 0 %           | 瞼無し             |
| アヒル              | 9,1      | 16 %          | 時折片目が開かれる |
| ウサギ              | 8,7      | 14 %          | 両方とも閉じられる |
| ブタ                | 8,4      | 26 %          | 両方とも閉じられる |
| アジアゾウ          | 5,3      | 34 %          | 両方とも閉じられる |
| ウシ                | 4,0      | 19 %          | 両方とも閉じられる |
| ウマ                | 2,9      | 27 %          | 両方とも閉じられる |
| キリン              | 1,9      | 21 %          | 両方とも閉じられる |

## 関連団体・資格
- 厚生労働省 - 健康づくりのための睡眠指針2014などの情報を提供している[134]。
- 日本睡眠学会
- 日本臨床睡眠医学会
- 日本睡眠改善協議会 - 睡眠改善指導者の認定を行う[135]。
- アメリカ睡眠医学会（英語版）
- Deutsche Gesellschaft für Schlafforschung und Schlafmedizin（ドイツ語版） - ドイツ睡眠研究・睡眠医学会